# Netschajane
Netschajane (ukrainisch Нечаяне; russisch Нечаянное Netschajannoje) ist ein Dorf in der ukrainischen Oblast Mykolajiw mit etwa 1800 Einwohnern (2001).

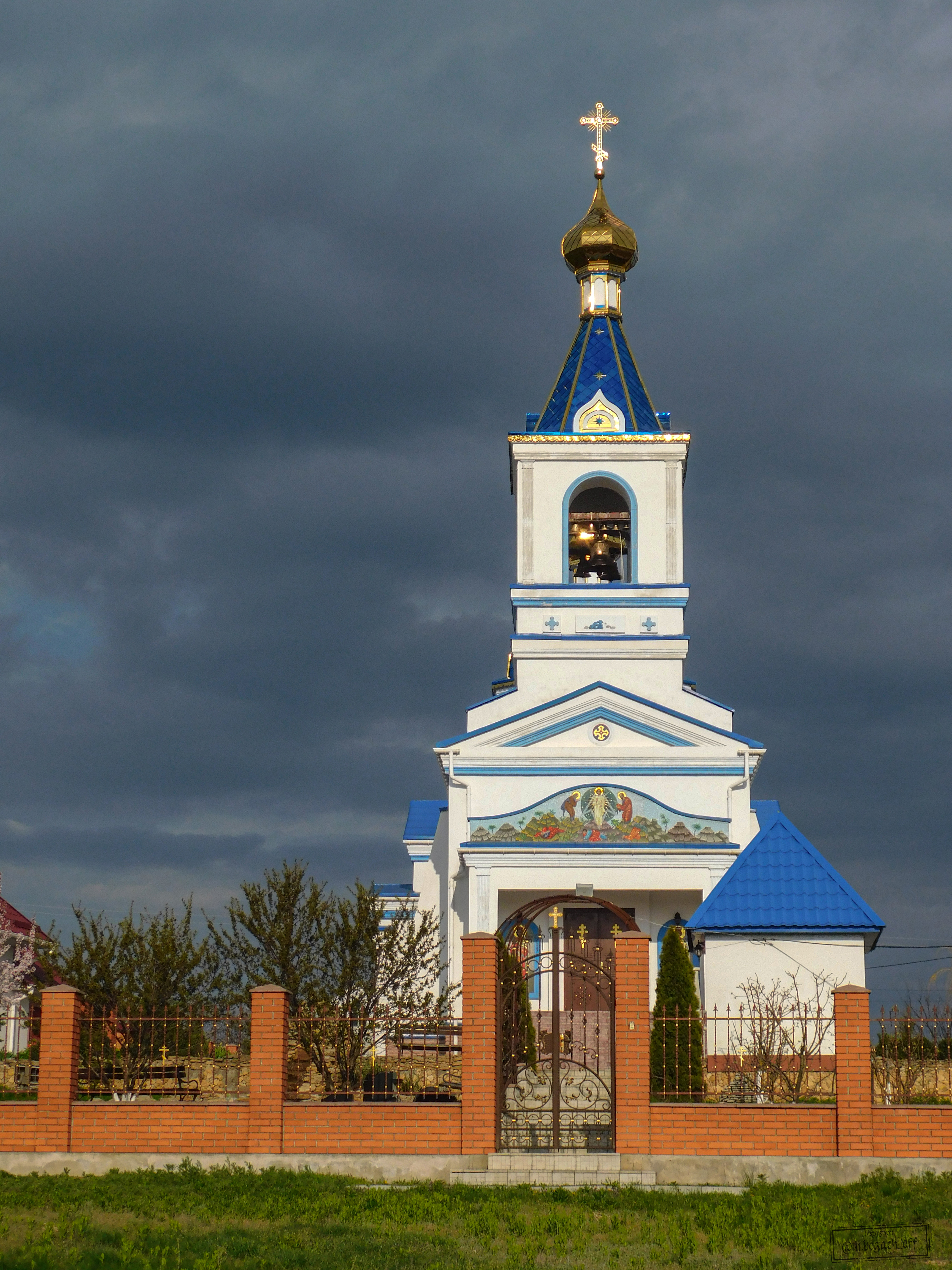
Kirche im Ort

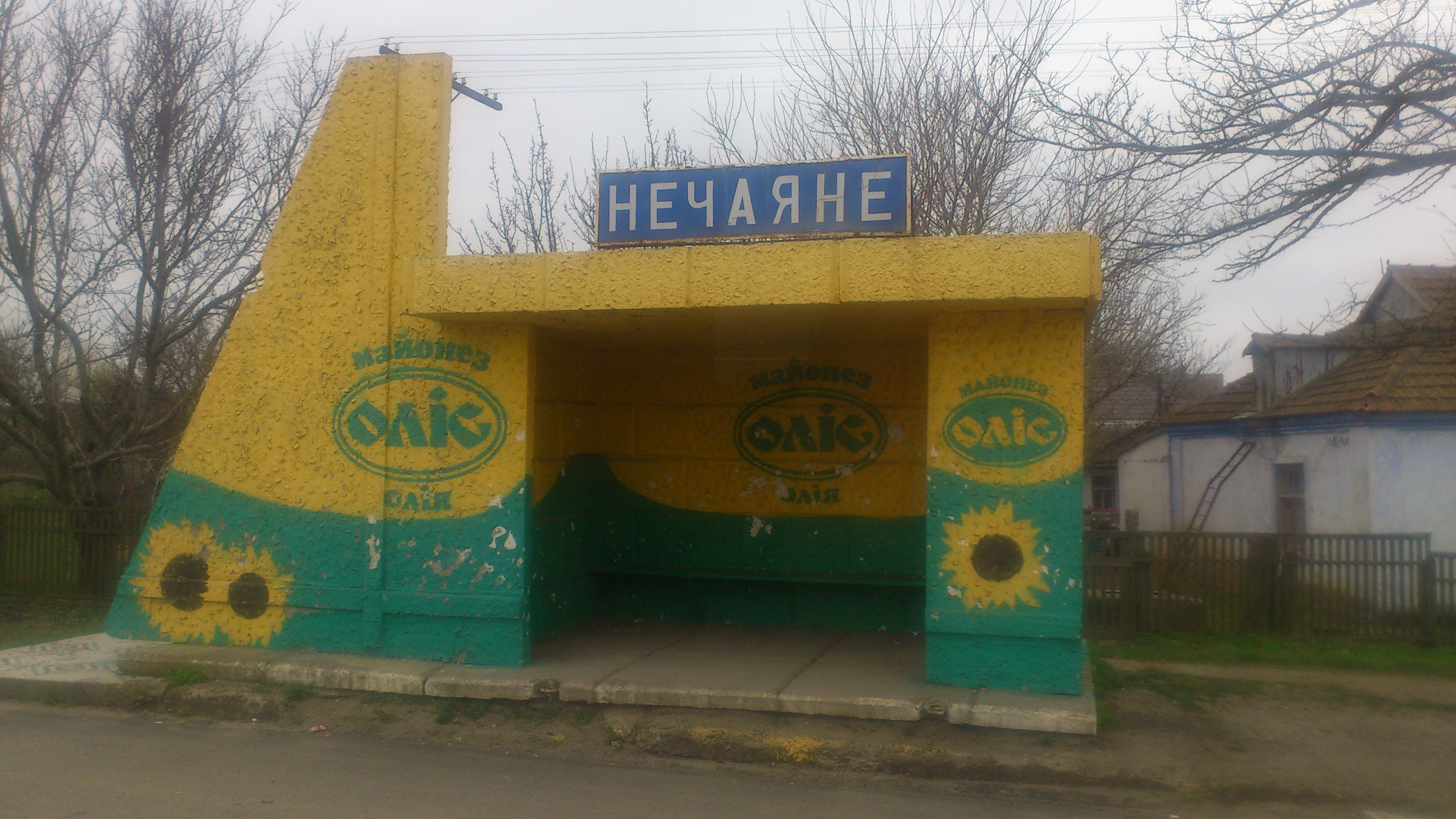
Bushaltestelle an der Nationalstraße M 14 in Netschajane

Die Ende des 18. Jahrhunderts gegründete Ortschaft ist das administrative Zentrum der gleichnamigen Landratsgemeinde im Westen des Rajon Mykolajiw.
Netschajane befindet sich am Ufer des Flusses Beresan und an der Fernstraße M 14 zwischen Odessa 100 km südwestlich und der Oblasthauptstadt Mykolajiw 36 km östlich.

## Verwaltungsgliederung
Am 10. August 2016 wurde das Dorf zum Zentrum der neugegründeten Landgemeinde Netschajane (Нечаянська сільська громада/Netschajanska silska hromada). Zu dieser zählten auch noch die 5 Dörfer Iwaniwka, Lukjaniwka, Mefodijiwka, Pjatychatky und Sentschyne sowie die Ansiedlungen Blahodariwka, Malowarwariwka, Myrne, und Tschemerlijewe, bis dahin bildete es zusammen mit den Dörfern Iwaniwka, Lukjaniwka, Mefodijiwka, Pjatychatky und Sentschyne sowie den Ansiedlungen Myrne, und Tschemerlijewe die gleichnamige Landratsgemeinde Netschajane (Нечаянська сільська рада/Netschajanska silska rada) im Südosten des Rajons Mykolajiw.
Am 12. Juni 2020 kamen noch die 2 Dörfer Danyliwka und Nowopodillja sowie die Ansiedlung Tronka zum Gemeindegebiet.
Folgende Orte sind neben dem Hauptort Netschajane Teil der Gemeinde:
| Name                                | Name                         | Name                                                      |
| ukrainisch transkribiert            | ukrainisch                   | russisch                                                  |
| ----------------------------------- | ---------------------------- | --------------------------------------------------------- |
| Blahodariwka (bis 2016 Komsomolske) | Благодарівка (Комсомольське) | Благодаровка (Blagodarowka)/Комсомольское (Komsomolskoje) |
| Danyliwka                           | Данилівка                    | Даниловка (Danilowka)                                     |
| Iwaniwka                            | Іванівка                     | Ивановка (Iwanowka)                                       |
| Lukjaniwka                          | Лук’янівка                   | Лукьяновка (Lukjanowka)                                   |
| Malowarwariwka                      | Маловарварівка               | Маловарваровка (Malowarwarowka)                           |
| Mefodijiwka                         | Мефодіївка                   | Мефодиевка (Mefodijewka)                                  |
| Myrne (bis 2016 Tscherwonoarmijske) | Мирне (Червоноармійське)     | Мирное (Mirnoje)/Червоноармейское (Tscherwonoarmeiskoje)  |
| Nowopodillja                        | Новоподілля                  | Новоподолье (Nowopodolje)                                 |
| Pjatychatky                         | П’ятихатки                   | Пятихатки (Pjatichatki)                                   |
| Sentschyne                          | Сеньчине                     | Сеньчино (Sentschino)                                     |
| Tronka                              | Тронка                       | Тронка                                                    |
| Tschemerlijewe (bis 2016 Radhospne) | Чемерлієве (Радгоспне)       | Чемерлиево (Tschemerlijewo)/Радгоспное (Radgospnoje)      |

## Persönlichkeiten
- Wiktor Miroschnytschenko (Віктор Миколайович Мірошниченко 1937–1987), sowjetischer Schauspieler und Verdienter Künstler der Ukrainischen SSR kam am 15. April 1937 im Dorf zur Welt.